# Urodon
Urodon é um género botânico pertencente à família Fabaceae.
1. ↑  «Urodon — World Flora Online». www.worldfloraonline.org. Consultado em 19 de agosto de 2020